# Odorrana leishanensis
Odorrana leishanensis — вид жаб родини жаб'ячих (Ranidae). Описаний у 2024 році.

## Поширення
Ендемік Китаю. Поширений у горах Лейгон у провінції Гуйчжоу на півдні країни.

## Назва
Видова назва leishanensis відноситься до поширення цього виду в повіті Лейшань.

## Опис
Самці завдовжки 39,1–49,4 мм, самиці 49,7 мм. Ширина голови більша за довжину голови. Барабанна порожнина чітко помітна. Дрібні округлі гранули, розкидані по спині тіла та кінцівок. Дорсолатеральні складки відсутні. П'яти перекриваються, коли стегна розташовані під прямим кутом до тіла. Гомілково-тарзальний суглоб досягає рівня між оком і ніздрею, коли нога витягнута вперед. Голосові мішки у самця відсутні, а шлюбні подушечки у самця присутні на основі I пальця.